# WSE Champions League
La WSE Champions League è la massima competizione europea di hockey su pista riservata alle squadre di club. Istituita nel 1965 come Coppa dei Campioni assunse la denominazione di CERH Champions League a seguito della soppressione della Coppa delle Coppe nel 1996; dal 2007 al 2022 la manifestazione è stata chiamata Eurolega. La vittoria del trofeo dà diritto di fregiarsi del titolo di squadra campione d'Europa e di disputare la Coppa Continentale contro i detentori della Coppa WSE.
Come detto il torneo nel tempo ha assunto queste denominazioni:
- 1965–1996: Coppa dei Campioni;
- 1996–2007: CERH Champions League;
- 2007-2022: Eurolega;
- dal 2022: WSE Champions League.

## Storia

### La Coppa dei Campioni

#### Le origini e il dominio del Reus Deportiu (1965-1972)
La Fédération Internationale de Roller Sports nel 1965 decise di organizzare, analogamente alla maggiore competizione calcista per club, la prima edizione della Coppa dei Campioni. A partecipare al torneo furono quattro squadre: gli spagnoli del Voltregà, detentori della Coppa del Generalissimo, i campioni d'Italia del Monza, i francesi del Gujan-Mestras e i tedeschi dell’Herten. I dirigenti del Benfica non spedirono in tempo la richiesta e le "Aquile" portoghesi non poterono così partecipare al torneo. La formula scelta fu quella del torneo a eliminazione diretta ed erano previste semifinali e finale con partite di andata e ritorno. Al termine del torneo il Voltregà sconfisse gli italiani del Monza laureandosi per la prima volta campione d'Europa.

Robert Olthoff, qui premiato dal presidente federale Gianni Mariggi, ha disputato due finali consecutivi con l'Hockey Novara.

La seconda edizione della Coppa dei Campioni vide l'inizio del dominio degli spagnoli del Reus Deportiu che vinceranno il torneo per sei anni consecutivi fino all'edizione 1971-1972. Nella seconda edizione le squadre partecipanti salirono a sette con la partecipazione di un club svizzero (il Montreux) e di un club portoghese (il Barreiro). La finale venne disputata tra il Monza, giugno alla sua seconda finale consecutiva, e appunto il Reus Deportiu che trionfando nella gara di ritorno giocata a Reus si laureò campione d'Europa per la prima volta nella sua storia.
Il Reus Deportiu vinse anche la terza edizione della Coppa dei Campioni ancora una volta sconfiggendo in finale una squadra italiana, la Triestina. In questa edizione fece il suo esordio nella competizione il Benfica, eliminato al primo turno dal Mataró; vi fu per la prima volta la partecipazione di una squadra olandese il Residentie de L'Aia.
Nel 1968-1969 il Reus Deportiu centrò la terza affermazione consecutiva sconfiggendo in finale il Benfica di António Livramento; da segnalare che in questa stagione ci fu l'ultima partecipazione al torneo del Monza. I campioni d'Europa si confermarono anche la stagione successiva battendo nell'atto conclusivo il Voltregà nella prima finale tutta spagnola della competizione; per la prima volta si incontravamo due club che avevano già vinto il torneo. Da segnalare che nel 1969-1970 vi fu l'esordio nel torneo del Novara che venne eliminato ai quarti di finale dal Voltregà.
Nel 1970-1971 il Reus Deportiu giunse al quinto titolo continentale consecutivo battendo in finale il Novara di Ferruccio Panagini. L'ultimo trionfo di questo ciclo di vittorie per il Reus Deportiu fu durante la stagione 1971-1972 dove gli spagnoli sconfissero ancora una volta il Novara non senza però incontrare grandi difficoltà; infatti la finale di andata del torneo giocata a Novara vide gli italiani vincere sonoramente per 10 a 2; solo una grandissima vittoria colta nella gara di ritorno consentì ai catalani di trionfare per la sesta volta di fila. Il Reus Deportiu per tornare a vincere la massima competizione continentale dovrà attendere l'Eurolega 2008-2009.

#### Le prime vittorie del Barcellona, il ritorno del Voltregà e l'affermazione dello Sporting CP (1973-1977)

António Livramento (a sinistra) vincitore della Coppa dei Campioni 1976-1977 con lo (qui ritratto con la maglie dell')

Nel 1973, oltre ai favoriti oltreché detentori della Coppa Campioni del Reus Deportiu, vi fu la prima partecipazione al torneo del Barcellona. Nel primo turno passano tutte le favorite con il Benfica che elimina il Walsum, i belgi del Rolta hanno la meglio sul Dordt, l'RS Zurigo supera i francesi del Coutras e il Barcellona che elimina il Novara. Ai quarti di finale i campioni del Reus Deportiu e il Barcellona passano il turno; data la formula del tempo il Barcellona accedono direttamente alla finale mentre i campioni in carica devono affrontare il Benfica nell'unica semifinale prevista. Dopo sei anni il Reus Deportiu viene eliminato dai portoghesi e non accede alla finale per il titolo. Sono il Barcellona e il Benfica a contendersi il trofeo; nella gara di andata disputata a Barcellona il club di casa vince per 5 a 3 e pareggiando la gara di ritorno il Barcellona si laurea per la prima volta nella sua storia campione d'Europa.
Il Barcellona vinse anche la Coppa dei Campioni 1973-1974 trionfando in finale contro il Lourenço Marques squadra mozambicana campione del Portogallo in carica (il paese africano all'epoca era parte dell'impero coloniale portoghese).
L'edizione 1974-1975 vide al primo turno gli spagnoli del Voltregà eliminare agevolmente gli olandesi del Lichtstad; nei quarti di finale furono rispettati i pronostici della vigilia con il Benfica che eliminò i tedeschi del Walsum, i campioni d'Italia del Novara travolgere i francesi del Coutras, il Voltregà eliminare i belgi del Royal Sunday e i campioni in carica del Barcellona sommergere con ben 36 reti gli svizzeri dell'RS Zurigo. Le semifinali videro il Barcellona eliminare il Novara in maniera agevole (20 a 9 il computo delle reti nelle due sfide) e il Voltregà avere la meglio sul Benfica per 22 a 10. Per la seconda volta nella storia la finale per il titolo fu tutta di marca spagnola e vide il Voltregà trionfare per la seconda volta nella sua storia nel torneo.
La Coppa dei Campioni 1975-1976 vide nel primo turno affrontarsi gli svizzeri del Montreux e i portoghesi dello Sporting CP (all'esordio nel torneo) con quest'ultimi travolgere gli avversari qualificandosi al turno successivo; nei quarti di finale vengono rispettati anche in questa stagione i pronostici con la qualificazione alle semifinali dello Sporting CP, del Barcellona (che elimina ancora una volta dal torneo il Novara), i campioni in carica del Voltregà e per la prima volta una squadra non latina e cioè i tedeschi del Walsum. In semifinale il Voltregà sconfisse solo ai tempi supplementari lo Sporting CP mentre il Barcellona ebbe vita facile contro il Walsum. Per il secondo anno consecutivo la finale della coppa fu tra il Voltregà e il Barcellona; i campioni in carica dopo aver pareggiato a Barcellona vinsero la gara di ritorno in casa e si laurearono per la terza volta nella storia campioni d'Europa.

Nella stagione 1976-1977 per la prima volta la coppa uscì dai confini della Spagna; a vincere il trofeo infatti sarà lo Sporting CP di António Livramento. Il torneo era iniziato con la vittoria del Breganze ai danni dell'Iserlohn; nei quarti di finale vi furono le nette vittorie del Vilanova ai danni del Rolta, dello Sporting CP sul Montreux, del Voltregà sul Breganze e del Residentie che elimino per 8 a 6 il La Vendéenne. Nelle semifinali il Vilanova eliminò agevolmente il Residentie mentre lo Sporting CP dovette rimontare lo svantaggio accumulato nella prima gara contro il Voltregà vincendo per 8 a 3 a Lisbona. In finale grazie alla doppia vittoria sul Voltregà lo Sporting CP si laureò per la prima volta nella sua storia campione.

#### Il dominio del Barcellona (1978-1985)

Aldo Belli ha disputato la finale 1981-1982 con l'Amatori Lodi.

Nel torneo 1978-1979 vi fu il ritorno al titolo del Barcellona. La squadra azulgrana dominerà la competizione fino al 1984-1985 vincendo otto titoli consecutivi, record tuttora imbattuto. Nel 1979 il Barcellona dopo aver eliminato il Novara (12 a 1 le reti complessive) nel primo turno, i campioni in carica dello Sporting CP ai quarti di finale e il Valongo in semifinale, sconfisse agevolmente in finale i belgi del Royal Sunday, sorprendentemente arrivato fino all'atto conclusivo della manifestazione (prima e fino ad oggi unica squadra non spagnola, portoghese o italiana a riuscire nell'impresa) vincendo per la terza volta la coppa. L'edizione successiva vide il secondo successo consecutivo del Barcellona sconfiggendo in finale il Reus Deportiu tornato in finale dopo sei stagioni. Nel 1979-1980 continuò la striscia vincente della squadra catalana allenata da Josep Lorente I Miralles; questa volta il Barcellona ebbe la meglio sul Benfica (alla terza sconfitta in finale) per un totale di 11 a 5.
La sesta coppa dei campioni venne vinta nel 1980-1981 ai danni dei campioni d'italia dell'AFP Giovinazzo; il Giovinazzo riportò l'Italia a disputare la finale della maggiore competizione dopo otto anni di assenza. Con il successo nell'edizione 1981-1982 il Barcellona conquistò il quinto titolo consecutivo e il settimo in totale diventando la squadra più titolata nell'albo d'oro del torneo; in finale viene travolto per 10 a 5 l'Amatori Lodi alla sua prima apparizione nella coppa. Ancora più netta è l'affermazione dell'anno seguente contro i compatrioti del Sentmenat sconfitti per 23 a 7 nelle due gare di finale. Il nono titolo arriva al termine della Coppa dei Campioni 1983-1984 dove questa volta ha la peggio il Deportivo Liceo prima squadra della Galizia a centrare la finale della manifestazione. L'ottavo titolo consecutivo, il decimo in totale, sarà l'ultimo di questo periodo d'oro del Barcellona. Avversari di turno sono i portoghesi del Porto alla loro prima finale nel torneo. Il risultato finale vedrà il Barcellona vincere per 10 a 9. Per tornare a trionfare il Barcellona dovrà attendere dieci anni; infatti l'undicesima coppa arriverà nella stagione 1996-1997.

#### Le vittorie del Porto (1986 e 1990), del Liceo La Coruña (1986, 1987 e 1992), del Noia (1989) e del Barcelos (1991)
Nella stagione 1985-1986 il Porto fece terminare il dominio del Barcellona eliminato in semifinale proprio dai portoghesi che poi sconfissero nell'atto conclusivo della manifestazione il Novara (alla terza finale persa) per 12 a 8 e laureandosi campioni d'Europa, seconda squadra non spagnola a riuscire nell'impresa. Le due edizioni successive videro venire alla ribalta il club galiziano del Deportivo Liceo; nel 1986-1987 il Liceo sconfisse in finale proprio i detentori del Porto e nel 1987-1988 fu il Novara ad arrendersi. Per il club piemontese questa fu la quarta ed ultima finale disputata nella propria storia. L'edizione successiva vide l'affermazione del Noia che sconfisse in finale lo Sporting CP. Nel 1989-1990 furono i portoghesi del Porto che ritornarono al successo sconfiggendo in finale i campioni in carica del Noia e portando per la terza volta la coppa in Portogallo. Nel 1990-1991 il trofeo rimase in Portogallo grazie alla vittoria del Barcelos ai danni del Roller Monza maturata solo ai tiri di rigore; la stagione successiva vide il ritorno alla vittoria del Deportivo Liceo che trionfò per la terza volta nel torneo sconfiggendo in finale i brianzoli del Seregno che in semifinale avevano eliminato i campioni in carica del Barcelos.

#### Il ciclo dell'Igualada (1993-1996)
il quadriennio successivo fu caratterizzato dal dominio del club catalano dell'Igualada; nel 1992-1993 arrivò la prima coppa ai danni del Benfica che uscì sconfitto ancora una volta in finale perdendo entrambe le gare; il torneo successivo fu il Barcelos ad arrendersi all'atto conclusivo mentre il Benfica uscì nuovamente sconfitto nel 1994-1995; la quarta coppa consecutiva l'Igualada la vinse durante la stagione 1995-1996 contro il Barcellona che tornò a disputare la finale della massima competizione continentale dopo 10 anni.

### La Champions League

#### Il ritorno del Barcellona e la fine del ciclo dell'Igualada (1997-2002)
Nel 1996-1997 venne cambiata la formula della manifestazione. Infatti al posto dei quarti di finale vennero introdotti dei gironi all'italiana e si qualificarono alla manifestazione non solo i campioni nazionali ma, secondo un ranking stilato dalla federazione europea, anche le squadre classificate subito dopo. In questa edizione vi fu il ritorno al titolo del Barcellona che in finale sconfisse ai tiri di rigore il Porto vincendo l'undicesima coppa dopo undici anni dall'ultimo trionfo. Le due edizione successive furono ancora terra di conquista per l'Igualada; nel 1997-1998 la squadra catalana sconfisse in finale l'Amatori Vercelli per 8 a 1; l'anno successivo invece fu ancora il Porto ad uscire sconfitto in finale consegnando la sesta coppa all'Igualada; questo fu l'ultimo successo per gli iberici in questo periodo. Nella stagione 1999-2000 la Champions League viene vinta nuovamente dal Barcellona, che nella finale di Porto supera ancora una volta il Porto. Ai gironi il Barcellona ha la meglio sul Porto, sul Vic e sul Uttigen, prima di superare in semifinale il Novara. Il Porto, tra le altre, riesce a superare in semifinale il Benfica. Il tredicesimo titolo per il Barcellona arriva al termine dell'2000-2001 dove in finale sconfigge il Deportivo Liceo. Il triennio di vittorie per il Barcellona termina nel 2001-2002 con il quattordicesimo titolo, il terzo consecutivo appunto, vinto contro il Barcelos.

#### Il quarto titolo del Liceo La Coruña, nuovi trionfi del Barcellona e il Follonica (2003-2007)

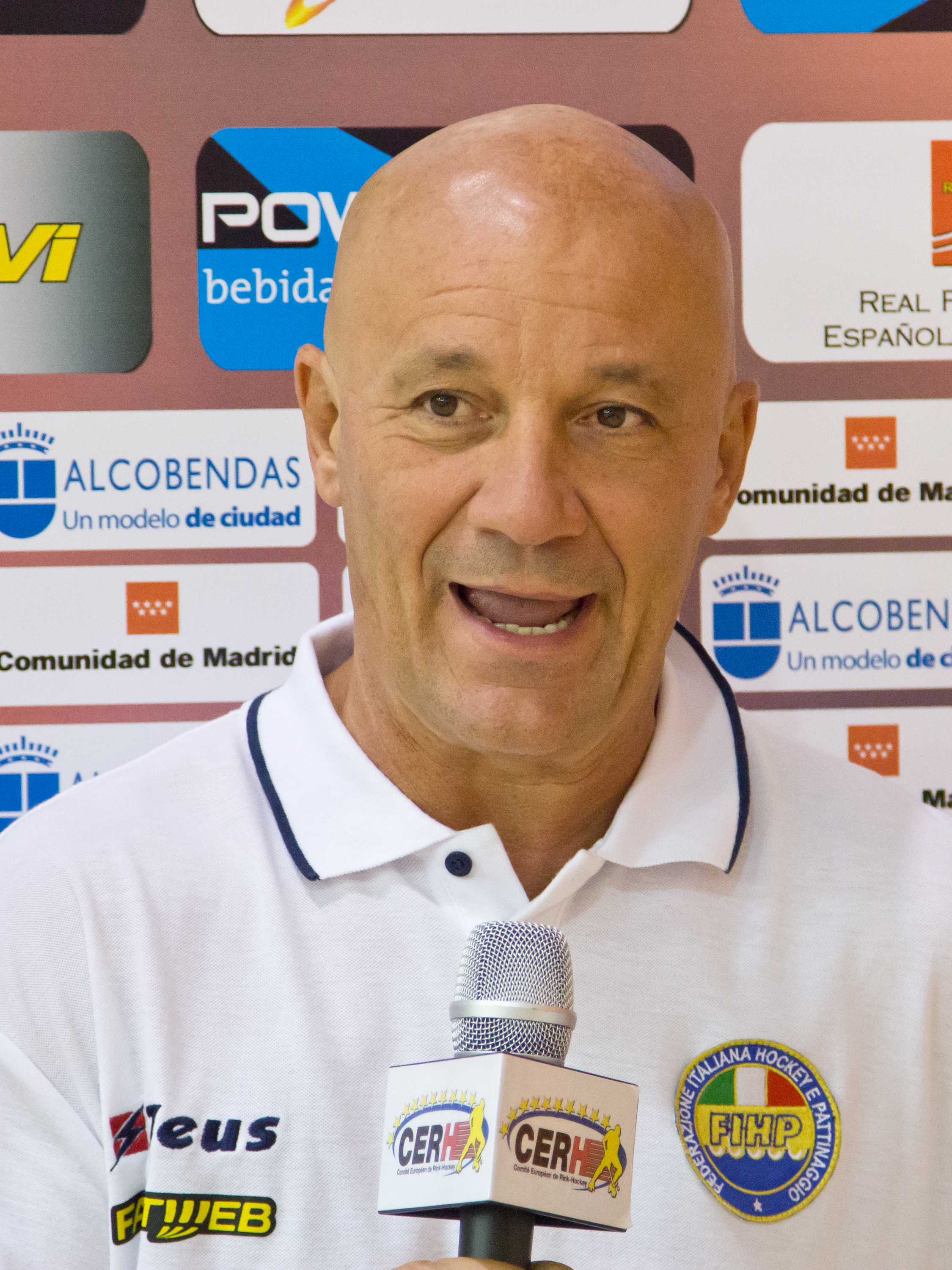
Massimo Mariotti, campione d'Europa con il Follonica.

Nel 2002-2003 torna al titolo il Deportivo Liceo; alla final four di La Coruña i padroni di casa sconfissero in semifinale il Barcellona ai tiri di rigore; nell'altra semifinale l'Igualada sconfisse il Primavera Prato sempre ai tiri di rigore. In finale ebbe la meglio, ancora una volta solo ai tiri di rigore, il Liceo La Coruña che conquistò il quarto titolo europeo. Nella stagione successiva ritorna al titolo, il quindicesimo e dopo un solo anno, il Barcellona: gli azulgrana dopo aver sconfitto il Prato in semifinale vinse il titolo ancora una volta contro il Porto. Identico risultato avvenne anche nella stagione successiva con il Barcellona e Porto ancora in finale e con gli spagnoli ancora una volta vincitori del torneo, vinto per la sedicesima volta. Nella stagione 2005-2006 il trofeo venne vinto da una squadra italiana, il Follonica.
I toscani iniziarono il torneo eliminando agevolmente il Cronenberg al primo turno per essere sorteggiati agli ottavi di finale contro i pluricampioni spagnoli del Barcellona; dopo aver perso per 3 a 1 in Spagna il Follonica fu capace di rimontare in casa vincendo per 4 a 1 ed avendo accesso alla fase a gironi. I campioni d'Italia furono inseriti nel girone A della seconda fase e lo vinsero agevolmente davanti al Porto; nel girone B si qualificarono alle final four il Noia e il Reus Deportiu. Follonica vinse la prima gara alle final four contro il Porto per 9 a 4. Bissando il primo successo contro il Reus la squadra italiana riuscì nell'impresa di portare in Italia per la prima volta la Champions League. Nel 2006-2007 il Follonica non si ripete e torna alla vittoria il Barcellona che conquista contro il Bassano 54 la sua diciassettesima coppa.

### L'Eurolega

#### La 18ª del Barcellona (2008)
Nel 2007-2008 il torneo cambia denominazione in CERH European League, impropriamente detta Eurolega. Viene modificato anche il formato. Vi partecipano infatti 16 squadre (7 dalla Spagna, 3 per Italia e Portogallo e 1 per Inghilterra, Germania e Svizzera). I club vengono divisi in quattro gironi da quattro squadre ciascuno e disputati con la formula del torneo all'italiana con gare di andata e ritorno; le prime classificate di ciascun girone si qualificano alle final four. Nel girone A si qualifica il Barcellona, nel girone B il Vic, nel girone C il Reus Deportiu e nel girone D il Deportivo Liceo. La prima semifinale vede il Reus sconfiggere il Liceo La Coruña mentre nell'altra semifinale il Barcellona ha le meglio sul Vic; in finale il Barca ottiene un nuovo trionfo, il diciottesimo contro il Reus.

#### La 7ª del Reus Deportiu (2009), la 19ª del Barcellona (2010) e il ritorno del Liceo (2011-2012)
Nell'edizione 2008-2009 ritorna alla vittoria finale il Reus Deportiu dopo 37 anni dall'ultima vittoria ottenuta nel 1972. Dopo la prima fase si qualificarono alle final eight di Bassano del Grappa il Barcellona e il Vic nel girone A, il Noia e il Porto nel girone B, il Reus e il Bassano nel girone C e il Follonica e il Liceo La Coruña nel girone D. In finale giungeranno il Reus e il Vic alla sua prima finale in assoluto nella manifestazione; ai tiri di rigore sarà il Reus a conquistare però il settimo titolo europeo della sua storia. Nel 2009-2010 la coppa cambia leggermente formato: si qualificano direttamente alle final six le prime dei quattro gruppi, mentre le seconde dovranno sostenere un turno di qualificazione per accedervi. Il girone A viene vinto dal Vic, il Noia vince il girone B, il Barcellona vince il girone C e il Valdagno vince il girone D; agli spareggi escono vittoriosi il Porto e i campioni in carica del Reus. Nelle finali di Valdagno giugno all'atto conclusivo il Barcellona e il Vic che viene sconfitto per il secondo anno consecutivo; per gli azulgrana si tratta del 19º titolo. Nel 2010-2011 e nel 2011-2012 vi fu il ritorno alla vittoria del Deportivo Liceo; i galiziani conquistarono il 5º titolo a spese del Reus nella final eight disputate ad Andorra la Vella; il sesto titolo arrivò contro il Barcellona nella finale giocata a Lodi.

#### La prima del Benfica (2013), la 20ª e la 21ª del Barcellona (2014 e 2015) e la seconda del Benfica (2016)

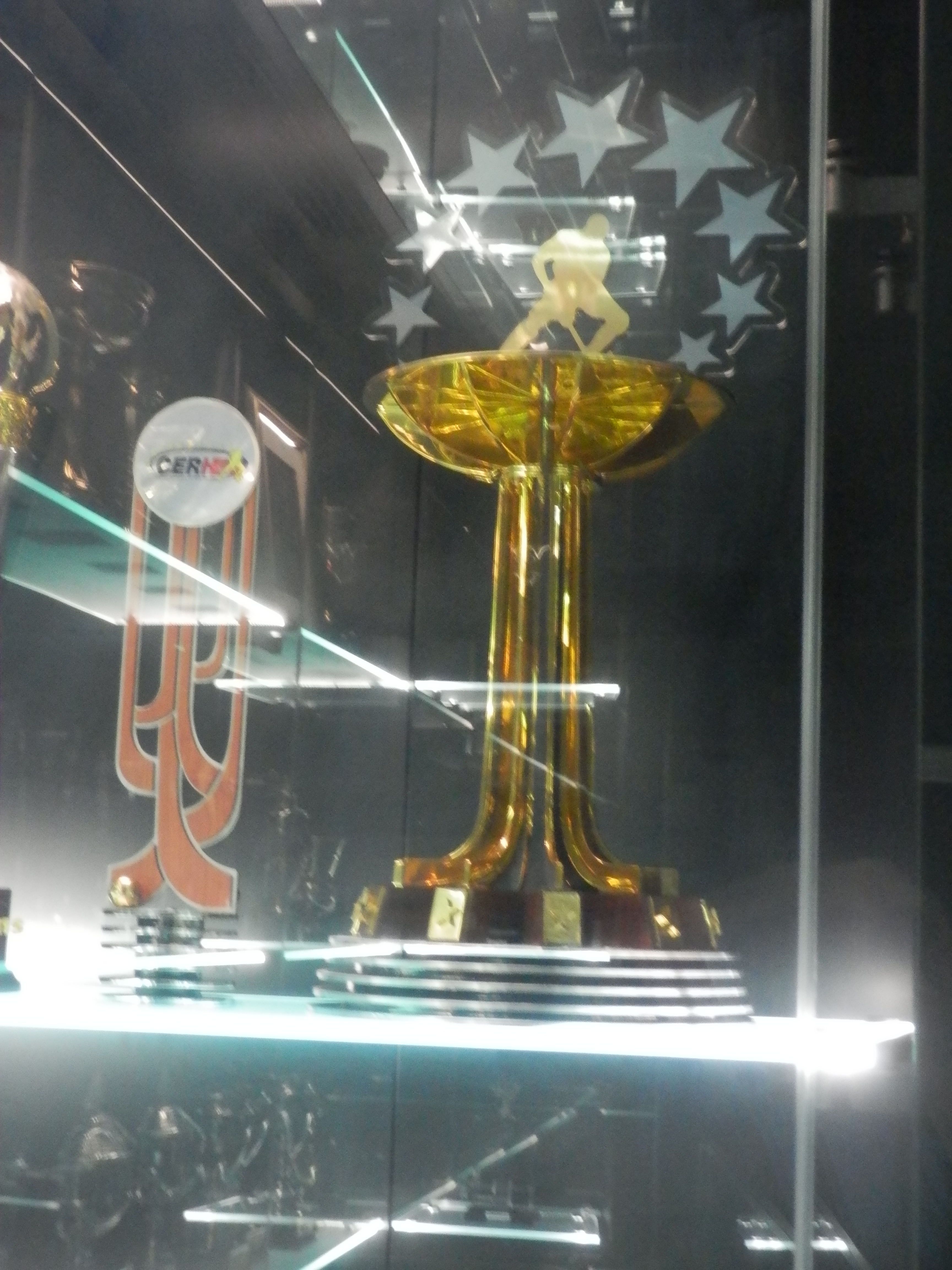
European league al Museo Cosme Damião

Nella stagione 2012-2013 trionfa per la prima volta nella sua storia il Benfica; il club di Lisbona fu inserito nel girone C della prima fase, girone che riuscì a vincere per un punto sul Reus secondo in classifica; ai quarti di finale i lusitani eliminarono il Noia accedendo così alle final four del torneo. In semifinale le aquile sconfissero il Barcellona ed in finale ebbero la meglio sui padroni di casa del Porto per 6 a 5 laureandosi per la prima volta, dopo cinque finali perse, campione d'Europa. Nel 2013-2014 e nel 2014-2015 il Barcellona fece una nuova doppietta; nel 2013 sconfisse ancora una volta in finale il Porto, giunto alla decima sconfitta in finale; nel 2014 fu il Vic a soccombere per 4 a 3. Nel 2015-2016 il Benfica vinse il suo secondo titolo contro l'Oliveirense.

#### L'ottava del Reus Deportiu (2017)

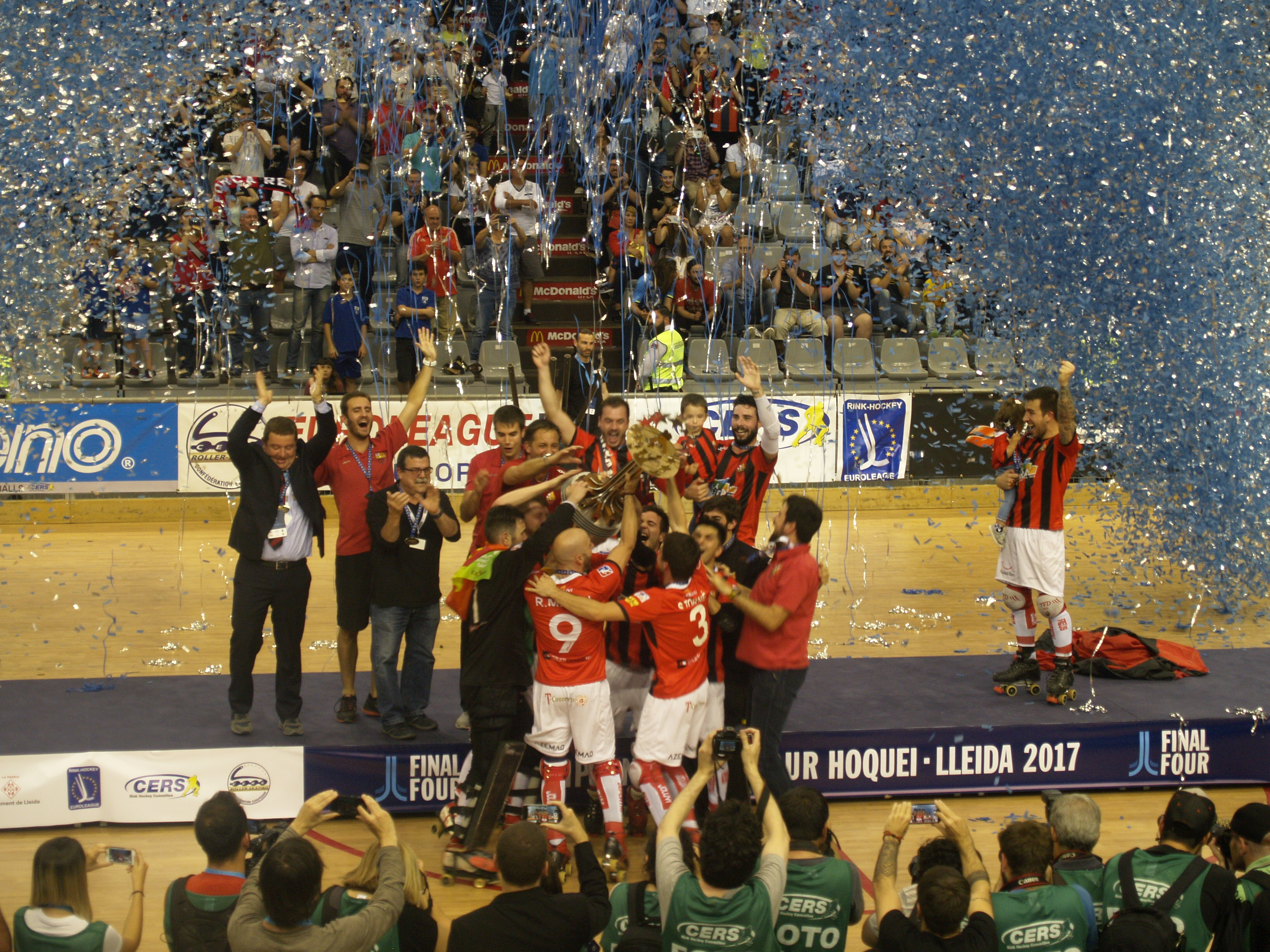
Premiazione del campione d'Europa

La CERH European League 2016-2017 vide il ritorno al titolo del Reus Deportiu dopo otto anni dall'ultimo successo (il club catalano aveva vinto l'edizione 2008-2009). Dopo la prima fase si erano qualificati per i quarti di finale nel girone A il Benfica e l'Amatori Lodi, nel girone B il favorito Barcellona e il Porto, nel girone C il Reus Deportiu e il Forte dei Marmi e nel girone C l'Oliveirense e il Deportivo Liceo. Ebbero accesso alle final four della manifestazione il Benfica che eliminò con due vittorie il Deportivo Liceo, il Barcellona che sconfisse di misura il Forte dei Marmi, il Reus Deportiu che eliminò ai tiri di rigore il Porto e l'Oliveirense che superò l'Amatori Lodi.

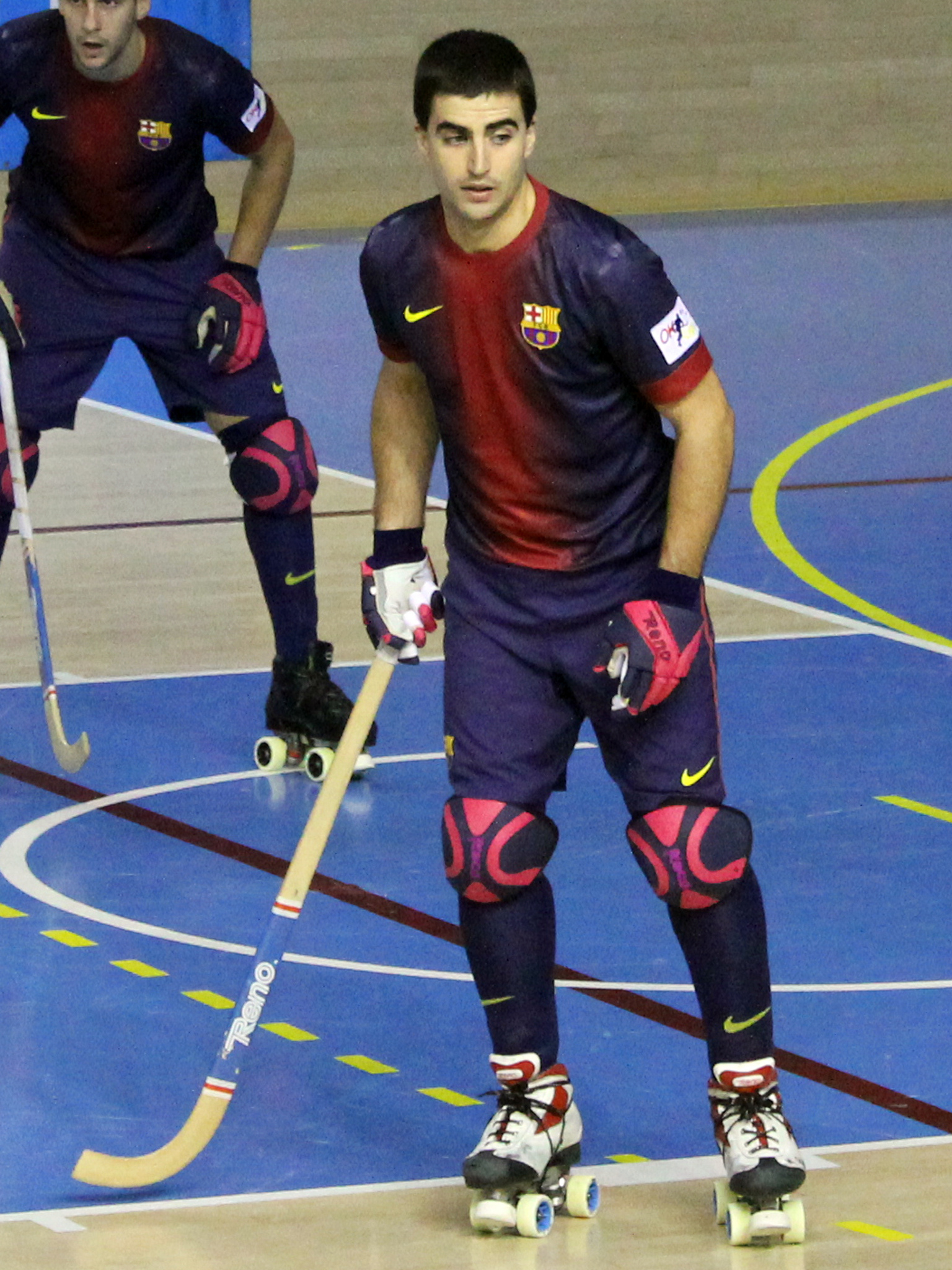
Marc Gual, campione d'Europa con il Barcellona

In semifinale vennerò ribaltati i pronostici della vigilia con il Barcellona e il Benfica, ritenute favorite, eliminate rispettivamente dall'Oliveirense e dal Reus Deportiu. La finale vide poi i catalani sconfiggere per 4 a 1 i portoghesi grazie ai due gol di Marc Torra e delle reti di Raul Marin e Albert Casanovas laureandosi per l'ottava volta campioni.

#### La ventiduesima del Barcellona (2018)
Nell'edizione 2017-2018 trionfa ancora una volta, la ventiduesima, il Barcellona, che sconfigge in finale i portoghesi del Porto, giunto all'undicesima finale persa. Nella fase a gironi vengono rispettati i pronostici della vigilia; nel girone A accedono alla fase successiva il Reus Deportiu e l'Oliveirense, nel girone B il Porto e il Follonica, nel girone C il Barcellona e il Benfica e nel girone D lo Sporting CP e il Deportivo Liceo. Ai quarti di finale il Reus elimina il Liceo La Coruña (8 a 6 il totale degli incontri), il Porto sconfigge i connazionali del Benfica, il Barcellona elimina il Follonica e lo Sporting CP l'Oliveirense finalista della stagione precedente. Nella Final four le due semifinali sono a carattere nazionale; nella semifinale spagnola il Barcellona batte per 4 a 2 il Reus Deportiu mentre il Porto sconfigge lo Sporting per 5 a 2. Per la settima volta la finale del torneo è tra il Barcellona e il Porto e vede i catalani vincere per 4 a 2 diventando per la ventiduesima volta campioni d'Europa.

#### Il ritorno dello Sporting CP e la vittoria de Trissino (2019-2022)
Nella stagione 2018-2019 vide il  ritorno al successo dello Sporting CP dopo 42 anni dal primo trionfo in Coppa dei Campioni del 1976-1977. I portoghesi, inseriti nel gruppo B della manifestazione, arrivarono primi in classifica precedendo il Forte dei Marmi, anch'esso qualificato alla fase successiva, ed eliminando i quotati spagnoli del Liceo La Coruña. Nel girone A passarono il turno il Barcellona e l'Oliveirense, nel girone C si qualificò il Porto e l'Amatori Lodi mentre il gruppo D venne vinto dal Benfica davanti al Noia. Nei quarti di finale il Barcellona eliminò il Noia, lo Sporting ebbe la meglio sull'Amatori Lodi, il Porto sconfisse il Forte dei Marmi ed il Benfica eliminò i connazionali dell'Oliveirense. Le final four, disputate presso il Pavilhão João Rocha a Lisbona. La prima semifinale vide il Porto eliminare il Barcellona ai tiri di rigore mentre lo Sporting, vincendo il derby di Lisbona, eliminò il Benfica. La finale vide poi lo Sporting sconfiggere per 5 a 2 il Porto giunto alla dodicesima sconfitta (la decima consecutiva) all'atto conclusivo del torneo. L'edizione successiva venne invece in un primo momento sospesa per poi essere definitivamente cancellata il 30 aprile 2020 a causa della pandemia di COVID-19.
L'Eurolega 2020-2021 venne disputata in forma ridotta solo da nove squadre, 5 portoghesi e 4 spagnole. Dopo una prima fase di qualificazione alle final four si qualificarono il Porto, l'Oliveirense, il Benfica e i campioni in carica dello Sporting CP. L'atto conclusivo fu ancora disputato dallo Sporting e dal Porto con i Leões biancoverdi che si imposero nuovamente conquistando il loro terzo trofeo nella manifestazione.
La stagione 2021-2022 verrà ricordata come la seconda edizione vinta da un club non spagnolo o portoghese; a trionfare nel torneo infatti fu il Trissino di Alessandro Bertolucci che in finale sconfisse ai tiri di rigore i portoghesi del Valongo. Da segnalere però che inizialmente le squadre partecipanti alla manifestazione avrebbero dovuto essere 20 ma i 12 club (tra cui tutti i club iberici) aderenti alla European Hockey Club Associations, in contrasto con la federazione europea, si sono ritirati prima del sorteggio dei gironi.

## Formula del torneo

### Evoluzione della formula
La formula della competizione è mutata radicalmente nel tempo.
- Coppa dei Campioni (1965-1996).
  - 1965-1996: eliminazione diretta. Un club per nazione (la squadra campione del proprio paese) più i campioni in carica. Nel caso in cui la squadra campione in carica sia anche la squadra campione del proprio paese, si allarga la partecipazione ai vicecampioni di quel paese.
- CERH Champions League (1996-2007).
  - Due/tre turni di qualificazione a eliminazione diretta, fase a gironi con due gruppi. Le prime due classificate dei gruppi si affrontano nelle final four in un'unica sede. Fino a cinque squadre per nazione a seconda del ranking.
- Eurolega (2007-2022).
  - Fase a gironi con quattro gironi da quattro squadre. Le vincitrici e le seconde classificate nei gironi accedono ai quarti di finale e successivamente alle final four in un'unica sede. Fino a quattro squadre per nazione a seconda del ranking.
  - 2008: final four (quattro squadre).
  - 2009: final eight (otto squadre).
  - 2010: final six (sei squadre).
  - 2011-2012: final eight (otto squadre).
  - 2013-2022: final four (quattro squadre).
- WSE Champions League (dal 2022).
  - Due turni di qualificazione a concentramento, fase a gironi con quattro gruppi. Le prime due classificate dei gruppi si affrontano nelle final eight in un'unica sede. Fino a sette squadre per nazione a seconda del ranking.

### Criteri di qualificazione
Alla competizione partecipano 34 club; i posti sono assegnati alle varie federazioni in base al proprio ranking. La partecipazione alla manifestazione è riservata alle federazioni che hanno una capacità effettiva di organizzare annualmente i propri campionati nazionali. Ogni federazione ha diritto ad un avere almeno un club partecipante al torneo.
Di seguito riportiamo la tabella valevole per la stagione 2022-2023.
| Federazione | Posti totali | 1º turno | 2º turno | Gironi |
| ----------- | ------------ | -------- | -------- | ------ |
| Portogallo  | 7            | 2        | 2        | 3      |
| Spagna      | 7            | 3        | 2        | 2      |
| Italia      | 7            | 3        | 2        | 2      |
| Francia     | 5            | 4        | -        | 1      |
| Svizzera    | 4            | 3        | 1        | -      |
| Inghilterra | 2            | 2        | -        | -      |
| Germania    | 2            | 1        | 1        | -      |

### La formula attuale
Il torneo si svolge in più fasi e più precisamente:
- Turno di qualificazione.

A questa fase partecipano 16 squadre. Le 16 formazioni sono divise in quattro gironi all'italiana di quattro squadre ciascuno. Ogni girone si svolge con partite di sola andata in sede unica. La prima classificata di ogni raggruppamento si qualifica per la fase a gironi mentre i restanti club sono relegati in Coppa WSE.
- Fase a gironi.

A questa fase partecipano le 4 squadre qualificate dal secondo turno e altre 8 squadre qualificate di diritto dai vari campionati nazionali. La fase a gruppi si compone di 2 gruppi eliminatori di 6 squadre e ogni squadra gioca con le altre tre due volte, una in casa e una in trasferta.
In caso di parità di punti fra due o più squadre nella fase a gironi, si utilizzano i seguenti criteri:
- 1: maggior numero di punti negli scontri diretti (classifica avulsa)
- 2: miglior differenza reti negli scontri diretti
- 3: maggior numero di gol segnati negli scontri diretti
- 4: maggior numero di gol segnati fuori casa negli scontri diretti
- 5: in caso di più squadre a pari punti, se utilizzando i criteri dall'1 al 4 due squadre sono ancora pari, questi criteri vengono riutilizzati considerando i soli incontri fra queste due
- 6: miglior differenza reti generale del girone
- 7: maggior numero di gol segnati nel girone

- Quarti di finale

Le prime quattro squadre di ciascun girone della fase precedente si qualificano ai quarti di finale ad eliminazione diretta con gare di andata e ritorno.
- Final Four.

La fase finale del torneo è disputata secondo la formula del torneo a eliminazione diretta con incontri di sola andata; prendono parte alla competizione le squadre vincenti dei quarti di finale per un totale di 4 club.

## Albo d'oro e statistiche

### Albo d'oro
| Stagione        | Data                                          | Nazionalità della squadra vincitrice          | Vincitore (numero vittorie)                   | Finalista perdente                            | Risultato                                     | Sede della finale/i                           |
| --------------- | --------------------------------------------- | --------------------------------------------- | --------------------------------------------- | --------------------------------------------- | --------------------------------------------- | --------------------------------------------- |
| 1965-1966 (1ª)  | 16 aprile                                     | Spagna                                        | Voltregà                                      | Monza                                         | 6-2                                           | Monza                                         |
| 1965-1966 (1ª)  | 24 aprile                                     | Spagna                                        | Voltregà                                      | Monza                                         | 3-1                                           | Sant Hipòlit de Voltregà                      |
| 1966-1967 (2ª)  | 2 maggio                                      | Spagna                                        | Reus Deportiu                                 | Monza                                         | 3-3                                           | Monza                                         |
| 1966-1967 (2ª)  | 15 maggio                                     | Spagna                                        | Reus Deportiu                                 | Monza                                         | 6-3                                           | Reus                                          |
| 1967-1968 (3ª)  | 24 marzo                                      | Spagna                                        | Reus Deportiu (2)                             | Triestina                                     | 2-0                                           | Trieste                                       |
| 1967-1968 (3ª)  | 6 aprile                                      | Spagna                                        | Reus Deportiu (2)                             | Triestina                                     | 6-2                                           | Reus                                          |
| 1968-1969 (4ª)  | 12 aprile                                     | Spagna                                        | Reus Deportiu (3)                             | Benfica                                       | 7-1                                           | Reus                                          |
| 1968-1969 (4ª)  | 23 aprile                                     | Spagna                                        | Reus Deportiu (3)                             | Benfica                                       | 0-3                                           | Lisbona                                       |
| 1969-1970 (5ª)  | 12 settembre                                  | Spagna                                        | Reus Deportiu (4)                             | Voltregà                                      | 12-5                                          | Reus                                          |
| 1969-1970 (5ª)  | 19 settembre                                  | Spagna                                        | Reus Deportiu (4)                             | Voltregà                                      | 6-8                                           | Sant Hipòlit de Voltregà                      |
| 1970-1971 (6ª)  | 11 settembre                                  | Spagna                                        | Reus Deportiu (5)                             | Novara                                        | 7-7                                           | Novara                                        |
| 1970-1971 (6ª)  | 19 settembre                                  | Spagna                                        | Reus Deportiu (5)                             | Novara                                        | 9-4                                           | Reus                                          |
| 1971-1972 (7ª)  | 23 settembre                                  | Spagna                                        | Reus Deportiu (6)                             | Novara                                        | 2-10                                          | Novara                                        |
| 1971-1972 (7ª)  | 30 settembre                                  | Spagna                                        | Reus Deportiu (6)                             | Novara                                        | 11-0                                          | Reus                                          |
| 1972-1973 (8ª)  | 1º luglio                                     | Spagna                                        | Barcellona                                    | Benfica                                       | 5-3                                           | Barcellona                                    |
| 1972-1973 (8ª)  | 7 luglio                                      | Spagna                                        | Barcellona                                    | Benfica                                       | 7-7                                           | Lisbona                                       |
| 1973-1974 (9ª)  | 26 giugno                                     | Spagna                                        | Barcellona (2)                                | Lourenço Marques                              | 8-2                                           | Barcellona                                    |
| 1973-1974 (9ª)  | 29 giugno                                     | Spagna                                        | Barcellona (2)                                | Lourenço Marques                              | 4-5                                           | Estoril                                       |
| 1974-1975 (10ª) | 29 giugno                                     | Spagna                                        | Voltregà (2)                                  | Barcellona                                    | 5-5                                           | Sant Hipòlit de Voltregà                      |
| 1974-1975 (10ª) | 12 luglio                                     | Spagna                                        | Voltregà (2)                                  | Barcellona                                    | 6-4                                           | Barcellona                                    |
| 1975-1976 (11ª) | 10 luglio                                     | Spagna                                        | Voltregà (3)                                  | Barcellona                                    | 2-2                                           | Barcellona                                    |
| 1975-1976 (11ª) | 18 luglio                                     | Spagna                                        | Voltregà (3)                                  | Barcellona                                    | 3-1                                           | Sant Hipòlit de Voltregà                      |
| 1976-1977 (12ª) | 4 giugno                                      | Portogallo                                    | Sporting CP                                   | Vilanova                                      | 6-0                                           | Lisbona                                       |
| 1976-1977 (12ª) | 18 giugno                                     | Portogallo                                    | Sporting CP                                   | Vilanova                                      | 6-4                                           | Vilanova i la Geltrú                          |
| 1977-1978 (13ª) | 1º luglio                                     | Spagna                                        | Barcellona (3)                                | Royal Sunday                                  | 8-2                                           | Barcellona                                    |
| 1977-1978 (13ª) | 15 luglio                                     | Spagna                                        | Barcellona (3)                                | Royal Sunday                                  | 5-1                                           | Bruxelles                                     |
| 1978-1979 (14ª) | 7 luglio                                      | Spagna                                        | Barcellona (4)                                | Reus Deportiu                                 | 1-3                                           | Reus                                          |
| 1978-1979 (14ª) | 14 luglio                                     | Spagna                                        | Barcellona (4)                                | Reus Deportiu                                 | 6-2                                           | Barcellona                                    |
| 1979-1980 (15ª) | 5 luglio                                      | Spagna                                        | Barcellona (5)                                | Benfica                                       | 5-2                                           | Barcellona                                    |
| 1979-1980 (15ª) | 12 luglio                                     | Spagna                                        | Barcellona (5)                                | Benfica                                       | 6-3                                           | Lisbona                                       |
| 1980-1981 (16ª) | 13 giugno                                     | Spagna                                        | Barcellona (6)                                | AFP Giovinazzo                                | 6-1                                           | Barcellona                                    |
| 1980-1981 (16ª) | 27 giugno                                     | Spagna                                        | Barcellona (6)                                | AFP Giovinazzo                                | 6-2                                           | Giovinazzo                                    |
| 1981-1982 (17ª) | 24 luglio                                     | Spagna                                        | Barcellona (7)                                | Amatori Lodi                                  | 4-1                                           | Barcellona                                    |
| 1981-1982 (17ª) | 31 luglio                                     | Spagna                                        | Barcellona (7)                                | Amatori Lodi                                  | 6-4                                           | Lodi                                          |
| 1982-1983 (18ª) | 2 luglio                                      | Spagna                                        | Barcellona (8)                                | Sentmenat                                     | 9-1                                           | Sentmenat                                     |
| 1982-1983 (18ª) | 16 luglio                                     | Spagna                                        | Barcellona (8)                                | Sentmenat                                     | 14-6                                          | Barcellona                                    |
| 1983-1984 (19ª) | 30 giugno                                     | Spagna                                        | Barcellona (9)                                | Liceo La Coruña                               | 6-2                                           | Barcellona                                    |
| 1983-1984 (19ª) | 14 luglio                                     | Spagna                                        | Barcellona (9)                                | Liceo La Coruña                               | 2-3                                           | La Coruña                                     |
| 1984-1985 (20ª) | 22 giugno                                     | Spagna                                        | Barcellona (10)                               | Porto                                         | 4-5                                           | Porto                                         |
| 1984-1985 (20ª) | 30 giugno                                     | Spagna                                        | Barcellona (10)                               | Porto                                         | 5-4 (dts) (1-0 dtr)                           | Barcellona                                    |
| 1985-1986 (21ª) | 21 giugno                                     | Portogallo                                    | Porto                                         | Novara                                        | 5-3                                           | Porto                                         |
| 1985-1986 (21ª) | 28 giugno                                     | Portogallo                                    | Porto                                         | Novara                                        | 7-5                                           | Novara                                        |
| 1986-1987 (22ª) | 13 giugno                                     | Spagna                                        | Liceo La Coruña                               | Porto                                         | 4-2                                           | Porto                                         |
| 1986-1987 (22ª) | 23 giugno                                     | Spagna                                        | Liceo La Coruña                               | Porto                                         | 4-3                                           | La Coruña                                     |
| 1987-1988 (23ª) | 11 giugno                                     | Spagna                                        | Liceo La Coruña (2)                           | Novara                                        | 1-2                                           | Novara                                        |
| 1987-1988 (23ª) | 25 giugno                                     | Spagna                                        | Liceo La Coruña (2)                           | Novara                                        | 4-1                                           | La Coruña                                     |
| 1988-1989 (24ª) | 10 giugno                                     | Spagna                                        | Noia                                          | Sporting CP                                   | 7-4                                           | Lisbona                                       |
| 1988-1989 (24ª) | 23 giugno                                     | Spagna                                        | Noia                                          | Sporting CP                                   | 3-1                                           | Sant Sadurní d'Anoia                          |
| 1989-1990 (25ª) | 6 giugno                                      | Portogallo                                    | Porto (2)                                     | Noia                                          | 6-0                                           | Porto                                         |
| 1989-1990 (25ª) | 23 giugno                                     | Portogallo                                    | Porto (2)                                     | Noia                                          | 5-2                                           | Sant Sadurní d'Anoia                          |
| 1990-1991 (26ª) | 25 maggio                                     | Portogallo                                    | Barcelos                                      | Roller Monza                                  | 4-4                                           | Barcelos                                      |
| 1990-1991 (26ª) | 8 giugno                                      | Portogallo                                    | Barcelos                                      | Roller Monza                                  | 3-3 (dts) (1-0 dtr)                           | Brugherio                                     |
| 1991-1992 (27ª) | 16 maggio                                     | Spagna                                        | Liceo La Coruña (3)                           | Seregno                                       | 7-6                                           | Seregno                                       |
| 1991-1992 (27ª) | 23 maggio                                     | Spagna                                        | Liceo La Coruña (3)                           | Seregno                                       | 2-2                                           | La Coruña                                     |
| 1992-1993 (28ª) | 27 maggio                                     | Spagna                                        | Igualada                                      | Benfica                                       | 4-1                                           | Igualada                                      |
| 1992-1993 (28ª) | 5 giugno                                      | Spagna                                        | Igualada                                      | Benfica                                       | 8-3                                           | Lisbona                                       |
| 1993-1994 (29ª) | 2 luglio                                      | Spagna                                        | Igualada (2)                                  | Barcelos                                      | 7-4                                           | Barcelos                                      |
| 1993-1994 (29ª) | 9 luglio                                      | Spagna                                        | Igualada (2)                                  | Barcelos                                      | 2-3                                           | Igualada                                      |
| 1994-1995 (30ª) | 6 maggio                                      | Spagna                                        | Igualada (3)                                  | Benfica                                       | 3-4                                           | Lisbona                                       |
| 1994-1995 (30ª) | 20 maggio                                     | Spagna                                        | Igualada (3)                                  | Benfica                                       | 3-1                                           | Igualada                                      |
| 1995-1996 (31ª) | 26 maggio                                     | Spagna                                        | Igualada (4)                                  | Barcellona                                    | 0-0                                           | Igualada                                      |
| 1995-1996 (31ª) | 1º giugno                                     | Spagna                                        | Igualada (4)                                  | Barcellona                                    | 2-2 (gfc)                                     | Barcellona                                    |
| 1996-1997 (32ª) | 8 giugno                                      | Spagna                                        | Barcellona (11)                               | Porto                                         | 3-3 (dts) (1-0 dtr)                           | Barcellona                                    |
| 1997-1998 (33ª) | 7 giugno                                      | Spagna                                        | Igualada (5)                                  | Amatori Vercelli                              | 8-1                                           | Vercelli                                      |
| 1998-1999 (34ª) | 2 maggio                                      | Spagna                                        | Igualada (6)                                  | Porto                                         | 4-4 (dts) (2-1 dtr)                           | Igualada                                      |
| 1999-2000 (35ª) | 30 aprile                                     | Spagna                                        | Barcellona (12)                               | Porto                                         | 2-2 (dts) (1-0 dtr)                           | Porto                                         |
| 2000-2001 (36ª) | 29 aprile                                     | Spagna                                        | Barcellona (13)                               | Liceo La Coruña                               | 4-2 (dts)                                     | Siviglia                                      |
| 2001-2002 (37ª) | 28 aprile                                     | Spagna                                        | Barcellona (14)                               | Barcelos                                      | 2-1 (dts)                                     | Guimarães                                     |
| 2002-2003 (38ª) | 11 maggio                                     | Spagna                                        | Liceo La Coruña (4)                           | Igualada                                      | 3-3 (dts) (1-0 dtr)                           | La Coruña                                     |
| 2003-2004 (39ª) | 16 maggio                                     | Spagna                                        | Barcellona (15)                               | Porto                                         | 3-0                                           | Viareggio                                     |
| 2004-2005 (40ª) | 15 maggio                                     | Spagna                                        | Barcellona (16)                               | Porto                                         | 3-2                                           | Reus                                          |
| 2005-2006 (41ª) | 5 - 7 maggio                                  | Italia                                        | Follonica                                     | Porto                                         | Girone                                        | Torres Novas                                  |
| 2006-2007 (42ª) | 1º aprile                                     | Spagna                                        | Barcellona (17)                               | Bassano 54                                    | 5-2                                           | Bassano del Grappa                            |
| 2007-2008 (43ª) | 11 maggio                                     | Spagna                                        | Barcellona (18)                               | Reus Deportiu                                 | 5-2                                           | Barcellona                                    |
| 2008-2009 (44ª) | 3 maggio                                      | Spagna                                        | Reus Deportiu (7)                             | Vic                                           | 2-2 (dts) (2-1 dtr)                           | Bassano del Grappa                            |
| 2009-2010 (45ª) | 30 maggio                                     | Spagna                                        | Barcellona (19)                               | Vic                                           | 4-1                                           | Valdagno                                      |
| 2010-2011 (46ª) | 21 maggio                                     | Spagna                                        | Liceo La Coruña (5)                           | Reus Deportiu                                 | 7-4                                           | Andorra la Vella                              |
| 2011-2012 (47ª) | 27 maggio                                     | Spagna                                        | Liceo La Coruña (6)                           | Barcellona                                    | 4-2                                           | Lodi                                          |
| 2012-2013 (48ª) | 2 giugno                                      | Portogallo                                    | Benfica                                       | Porto                                         | 6-5                                           | Porto                                         |
| 2013-2014 (49ª) | 4 maggio                                      | Spagna                                        | Barcellona (20)                               | Porto                                         | 3-1                                           | Barcellona                                    |
| 2014-2015 (50ª) | 3 maggio                                      | Spagna                                        | Barcellona (21)                               | Porto                                         | 4-3                                           | Bassano del Grappa                            |
| 2015-2016 (51ª) | 15 maggio                                     | Portogallo                                    | Benfica (2)                                   | Oliveirense                                   | 5-3                                           | Lisbona                                       |
| 2016-2017 (52ª) | 14 maggio                                     | Spagna                                        | Reus Deportiu (8)                             | Oliveirense                                   | 4-1                                           | Lleida                                        |
| 2017-2018 (53ª) | 13 maggio                                     | Spagna                                        | Barcellona (22)                               | Porto                                         | 4-2                                           | Porto                                         |
| 2018-2019 (54ª) | 12 maggio                                     | Portogallo                                    | Sporting CP (2)                               | Porto                                         | 5-2                                           | Lisbona                                       |
| 2019-2020 (55ª) | Edizione annullata causa pandemia di COVID-19 | Edizione annullata causa pandemia di COVID-19 | Edizione annullata causa pandemia di COVID-19 | Edizione annullata causa pandemia di COVID-19 | Edizione annullata causa pandemia di COVID-19 | Edizione annullata causa pandemia di COVID-19 |
| 2020-2021 (56ª) | 16 maggio                                     | Portogallo                                    | Sporting CP (3)                               | Porto                                         | 4-3                                           | Luso                                          |
| 2021-2022 (57ª) | 15 maggio                                     | Italia                                        | Trissino                                      | Valongo                                       | 4-4 (dts) (3-1 dtr)                           | Torres Novas                                  |
| 2022-2023 (58ª) | 7 maggio                                      | Portogallo                                    | Porto (3)                                     | Valongo                                       | 5-1                                           | Viana do Castelo                              |
| 2023-2024 (59ª) | 12 maggio                                     | Portogallo                                    | Sporting CP (4)                               | Oliveirense                                   | 2-1                                           | Porto                                         |

### Edizioni vinte e secondi posti per squadra
| Squadra          | Vittorie | Secondi posti | Anni vittorie | Anni secondi posti                                                           |
| ---------------- | -------- | ------------- | --- | ---------------------------------------------------------------------------- |
| Barcellona       | 22       | 4             | 1973, 1974, 1978, 1979, 1980, 1981, 1982, 1983, 1984, 1985, 1997, 2000, 2001, 2002, 2004, 2005, 2007, 2008, 2010, 2014, 2015, 2018 | 1975, 1976, 1996, 2012                                                       |
| Reus Deportiu    | 8        | 3             | 1967, 1968, 1969, 1970, 1971, 1972, 2009, 2017                                                                                     | 1979, 2008, 2011                                                             |
| Liceo La Coruña  | 6        | 2             | 1987, 1988, 1992, 2003, 2011, 2012                                                                                                 | 1984, 2001                                                                   |
| Igualada         | 6        | 1             | 1993, 1994, 1995, 1996, 1998, 1999                                                                                                 | 2003                                                                         |
| Sporting CP      | 4        | 1             | 1977, 2019, 2021, 2024 | 1989                                                                         |
| Porto            | 3        | 13            | 1986, 1990, 2023 | 1985, 1987, 1997, 1999, 2000, 2004, 2005, 2006, 2013, 2014, 2018, 2019, 2021 |
| Voltregà         | 3        | 1             | 1966, 1975, 1976 | 1970                                                                         |
| Benfica          | 2        | 5             | 2013, 2016 | 1969, 1973, 1980, 1993, 1995                                                 |
| Barcelos         | 1        | 2             | 1991 | 1994, 2002                                                                   |
| Noia             | 1        | 1             | 1989 | 1990                                                                         |
| Follonica        | 1        | 0             | 2006 |                                                                              |
| Trissino         | 1        | 0             | 2022 |                                                                              |
| Novara           | 0        | 4             | | 1971, 1972, 1986, 1988                                                       |
| Vic              | 0        | 3             | | 2009, 2010, 2015                                                             |
| Oliveirense      | 0        | 3             | | 2016, 2017, 2024                                                             |
| Monza            | 0        | 2             | | 1966, 1967                                                                   |
| Valongo          | 0        | 2             | | 2022, 2023                                                                   |
| Triestina        | 0        | 1             | | 1968                                                                         |
| Lourenço Marques | 0        | 1             | | 1974                                                                         |
| Vilanova         | 0        | 1             | | 1977                                                                         |
| Royal Sunday     | 0        | 1             | | 1978                                                                         |
| AFP Giovinazzo   | 0        | 1             | | 1981                                                                         |
| Amatori Lodi     | 0        | 1             | | 1982                                                                         |
| Sentmenat        | 0        | 1             | | 1983                                                                         |
| Roller Monza     | 0        | 1             | | 1991                                                                         |
| Seregno          | 0        | 1             | | 1992                                                                         |
| Amatori Vercelli | 0        | 1             | | 1998                                                                         |
| Bassano 54       | 0        | 1             | | 2007                                                                         |

### Edizioni vinte e secondi posti per nazione
| Nazione    | Vittorie | Secondi posti | Squadre vincitrici                                                                       | Secondi posti |
| ---------- | -------- | ------------- | ---------------------------------------------------------------------------------------- | --- |
| Spagna     | 46       | 17            | Barcellona (22) Reus Deportiu (8) Liceo La Coruña (6) Igualada (6) Voltregà (3) Noia (1) | Barcellona (4) Reus Deportiu (3) Vic (3) Liceo La Coruña (2) Noia (1) Igualada (1) Sentmenat (1) Vilanova (1) Voltregà (1)           |
| Portogallo | 10       | 27            | Sporting CP (4) Porto (3) Benfica (2) Barcelos (1)                                       | Porto (13) Benfica (5) Oliveirense (3) Barcelos (2) Valongo (2) Lourenço Marques (1) Sporting CP (1)                                 |
| Italia     | 2        | 13            | Follonica (1) Trissino (1)                                                               | Novara (4) Monza (2) AFP Giovinazzo (1) Amatori Lodi (1) Amatori Vercelli (1) Bassano (1) Roller Monza (1) Seregno (1) Triestina (1) |
| Belgio     | 0        | 1             |                                                                                          | Royal Sunday (1) |

### Titolo più recente
- Sporting CP: 2024
- Porto: 2023
- Trissino: 2022
- Barcellona: 2018
- Reus Deportiu: 2017
- Benfica: 2016
- Liceo La Coruña: 2012
- Follonica: 2006
- Igualada: 1999
- Barcelos: 1991
- Noia: 1989
- Voltregà: 1976

### Titoli consecutivi
8 titoli consecutivi
- Barcellona (1978, 1979, 1980, 1981, 1982, 1983, 1984, 1985)

6 titoli consecutivi
- Reus Deportiu (1967, 1968, 1969, 1970, 1971, 1972)

4 titoli consecutivi
- Igualada (1993, 1994, 1995, 1996)

3 titoli consecutivi
- Barcellona (2000, 2001, 2002)

2 titoli consecutivi
- Barcellona (1973, 1974)
- Voltregà (1975, 1976)
- Liceo La Coruña (1987, 1988]
- Igualada (1998, 1999)
- Barcellona (2004, 2005)
- Barcellona (2007, 2008)
- Liceo La Coruña (2011, 2012)
- Barcellona (2014, 2015)
- Sporting CP (2019, 2021)

### Sedi delle final four, six ed eight per nazione
| Nazione    | Numero finali | Stadi e anni |
| ---------- | ------------- | --- |
| Portogallo | 9             | Porto - Dragão Caixa: 2013, 2018 Torres Novas - Palácio dos Desportos: 2006, 2022 Porto - Pavilhão Rosa Mota: 2000 Guimarães - Pavilhão Multiusos: 2002 Lisbona - Pavilhão da Luz Nº 1: 2016 Lisbona - Pavilhão João Rocha: 2019 Luso - Pavilhão Gimnodesportivo Municipal: 2021 Viana do Castelo - Pavilhão Municipal Josè Natario: 2023 |
| Spagna     | 8             | Barcellona - Palau Blaugrana: 1997, 2008, 2014 Igualada - Poliesportiu Les Comes: 1999 Siviglia - Palacio San Pablo: 2001 La Coruña - Pazo de Riazor: 2003 Reus - Pavelló Olímpic: 2005 Lleida - Pavelló Barris Nord: 2017 |
| Italia     | 7             | Bassano del Grappa - PalaSind: 2007, 2009, 2015 Vercelli - Pala Isola: 1998 Viareggio - PalaBarsacchi: 2004 Valdagno - PalaLido: 2010 Lodi - PalaCastellotti: 2012 |
| Andorra    | 1             | Andorra la Vella - Poliesportiu: 2011 |